# Lijst van nummer 1-hits in de Nederlandse Single Top 100 in 1969
Deze hits stonden in 1969 op nummer 1 in de Hilversum 3 Top 30, de voorloper van de huidige Nederlandse Single Top 100. Voor nummer 1-hits van vòòr die datum, zie Lijst van nummer 1-hits in de Parool Top 20 (1965-1969) of Lijst van nummer 1-hits in de Tijd voor Teenagers Top 10 (1963-1966).
| Nummer | Datum        | Artiest                     | Titel                       |
| ------ | ------------ | --------------------------- | --------------------------- |
| 1      | 24 mei       | Desmond Dekker and the Aces | Israelites                  |
|        | 31 mei       | Desmond Dekker and the Aces | Israelites                  |
| 2      | 7 juni       | The Edwin Hawkins Singers   | Oh, happy day               |
|        | 14 juni      | The Edwin Hawkins Singers   | Oh, happy day               |
| 3      | 21 juni      | The Beatles                 | The ballad of John and Yoko |
|        | 28 juni      | The Beatles                 | The ballad of John and Yoko |
|        | 5 juli       | The Beatles                 | The ballad of John and Yoko |
|        | 12 juli      | The Beatles                 | The ballad of John and Yoko |
| 4      | 19 juli      | Aphrodite's Child           | I want to live              |
| 5      | 26 juli      | Plastic Ono Band            | Give peace a chance         |
|        | 2 augustus   | Plastic Ono Band            | Give peace a chance         |
| 6      | 9 augustus   | Robin Gibb                  | Saved by the bell           |
|        | 16 augustus  | Robin Gibb                  | Saved by the bell           |
| 7      | 23 augustus  | Zager & Evans               | In the year 2525            |
|        | 30 augustus  | Zager & Evans               | In the year 2525            |
| 8      | 6 september  | Bee Gees                    | Don't forget to remember    |
|        | 13 september | Bee Gees                    | Don't forget to remember    |
|        | 20 september | Bee Gees                    | Don't forget to remember    |
| 9      | 27 september | Tom & Dick                  | Bloody Mary                 |
|        | 4 oktober    | Tom & Dick                  | Bloody Mary                 |
|        | 11 oktober   | Tom & Dick                  | Bloody Mary                 |
| 10     | 18 oktober   | Percy Sledge                | My special prayer           |
|        | 25 oktober   | Percy Sledge                | My special prayer           |
|        | 1 november   | Percy Sledge                | My special prayer           |
| 11     | 8 november   | Ekseption                   | Air                         |
|        | 15 november  | Ekseption                   | Air                         |
| 12     | 22 november  | Fleetwood Mac               | Oh well (Part 1)            |
|        | 29 november  | Fleetwood Mac               | Oh well (Part 1)            |
|        | 6 december   | Fleetwood Mac               | Oh well (Part 1)            |
|        | 13 december  | Fleetwood Mac               | Oh well (Part 1)            |
| 13     | 20 december  | The Cats                    | Marian                      |
|        | 27 december  | The Cats                    | Marian                      |